# French Open-mesterskabet i mixed double 2023
French Open-mesterskabet i mixed double 2023 var den 110. turnering om French Open-mesterskabet i mixed double. Turneringen var en del af French Open 2023 og blev spillet i Stade Roland Garros i Paris, Frankrig i perioden 31. maj - 8. juni 2023 med deltagelse af 32 par.
Mesterskabet blev vundet af Miyu Kato og Tim Pütz, som i finalen på en time og 35 minutter besejrede Bianca Andreescu og Michael Venus med 4-6, 6-4, [10-6], og som dermed begge vandt deres første grand slam-titel. Vinderparret spillede deres første turnering som makkere, og Pütz havde ikke tidligere være længere end kvartfinalen i en mixed double-turnering, mens Kato tidligere havde været i semfinalen ved Australian Open. Tim Pütz vandt sin Andreescu og Venus, der ligeledes dannede par for første gang, var oprindeligt ikke kvalificeret til turneringen, men kom med som reserver for et wildcard-par, der meldte afbud.
Siden Ruslands invasion af Ukraine i begyndelsen af 2022 havde tennissportens styrende organer, WTA, ATP, ITF og de fire grand slam-turneringer, tilladt, at spillere fra Rusland og Hviderusland fortsat kunne deltage i grand slam-turneringer samt turneringer på ATP Tour og WTA Tour, men de kunne ikke stille op under landenes navne eller flag, og spillerne fra de to lande deltog derfor i turneringen under neutralt flag.

## Pengepræmier
Den samlede præmiesum til spillerne i mixed double androg € 475.000 (ekskl. per diem), hvilket var nøjagtig det samme som ved det foregående mesterskab.
| Resultat               | Pengepræmier | Pengepræmier | Ændring ift. 2022 |
| Resultat               | Pr. par      | Total        | Ændring ift. 2022 |
| ---------------------- | ------------ | ------------ | ----------------- |
| Vindere (1)            | € 122.000    | € 122.000    | 0 %               |
| Finalister (1)         | € 61.000     | € 61.000     | 0 %               |
| Semifinalister (2)     | € 31.000     | € 62.000     | 0 %               |
| Kvartfinalister (4)    | € 17.500     | € 70.000     | 0 %               |
| Tabere i 2. runde (8)  | € 10.000     | € 80.000     | 0 %               |
| Tabere i 1. runde (16) | € 5.000      | € 5.000      | 0 %               |
| Samlet præmiesum       | -            | € 475.000    | 0 %               |

## Turnering

### Deltagere
Turneringen havde deltagelse af 32 par, der er fordelt på:
- 24 direkte kvalificerede par i form af deres ranglisteplacering.
- 7 par, der havde modtaget et wildcard.
- 1 reservepar, der erstattede det sidste wildcard-par.

#### Seedede spillere
De 8 bedste par blev seedet:
| Seedning | Rang. | Spiller                         | Resultat      |
| -------- | ----- | ------------------------------- | ------------- |
| 1        |       | Jessica Pegula Austin Krajicek  | Første runde  |
| 2        |       | Desirae Krawczyk Joe Salisbury  | Første runde  |
| 3        |       | Giuliana Olmos Neal Skupski     | Anden runde   |
| 4        |       | Demi Schuurs Jean-Julien Rojer  | Første runde  |
| 5        |       | Ljudmyla Kitjenok Matthew Ebden | Anden runde   |
| 6        |       | Ellen Perez Jan Zieliński       | Første runde  |
| 7        |       | Marta Kostjuk Marcelo Arévalo   | Kvartfinalist |
| 8        |       | Zhang Shuai Ivan Dodig          | Anden runde   |

#### Wildcards
Otte par modtog et wildcard til turneringen, men kun syv deltog, eftersom et af parrene meldte afbud.
| Par                                 | Resultat     |
| ----------------------------------- | ------------ |
| Clara Burel Hugo Gaston             | Første runde |
| Estella Cascino Dan Added           | Første runde |
| Alizé Cornet Édouard Roger-Vasselin | Første runde |
| Léolia Jeanjean Jonathan Eysseric   | Første runde |
| Elixane Lechemia Albano Olivetti    | Anden runde  |
| Chloé Paquet Lucas Pouille          | Første runde |
| Diane Parry Harold Mayot            | Første runde |
| Nina Radovanovic Arthur Bouquier    | Meldte afbud |

### Resultater
| Jessica Pegula  |
| Austin Krajicek |

| Elixane Lechemia |
| Albano Olivetti  |

| Elixane Lechemia |
| Albano Olivetti  |

| Clara Burel |
| Hugo Gaston |

| Miyu Kato |
| Tim Pütz  |

| Miyu Kato |
| Tim Pütz  |

| Miyu Kato |
| Tim Pütz  |

| Luisa Stefani |
| Rafael Matos  |

| Luisa Stefani |
| Rafael Matos  |

| Diane Parry  |
| Harold Mayot |

| Luisa Stefani |
| Rafael Matos  |

| Alizé Cornet           |
| Édouard Roger-Vasselin |

| Zhang Shuai |
| Ivan Dodig  |

| Zhang Shuai |
| Ivan Dodig  |

| Miyu Kato |
| Tim Pütz  |

| Giuliana Olmos |
| Neal Skupski   |

| Aldila Sutjiadi  |
| Matwé Middelkoop |

| Anna Danilina     |
| Santiago González |

| Giuliana Olmos |
| Neal Skupski   |

| Aldila Sutjiadi  |
| Matwé Middelkoop |

| Aldila Sutjiadi  |
| Matwé Middelkoop |

| Latisha Chan |
| Hugo Nys     |

| Aldila Sutjiadi  |
| Matwé Middelkoop |

| Hsieh Su-Wei  |
| Nicolas Mahut |

| Chan Hao-Ching |
| Fabrice Martin |

| Jeļena Ostapenko     |
| David Vega Hernández |

| Hsieh Su-Wei  |
| Nicolas Mahut |

| Chan Hao-Ching |
| Fabrice Martin |

| Chan Hao-Ching |
| Fabrice Martin |

| Ellen Perez   |
| Jan Zieliński |

| Miyu Kato |
| Tim Pütz  |

| Marta Kostjuk   |
| Marcelo Arévalo |

| Bianca Andreescu |
| Michael Venus    |

| Vera Zvonarjova |
| Andrés Molteni  |

| Marta Kostjuk   |
| Marcelo Arévalo |

| Léolia Jeanjean   |
| Jonathan Eysseric |

| Storm Hunter |
| John Peers   |

| Storm Hunter |
| John Peers   |

| Marta Kostjuk   |
| Marcelo Arévalo |

| Nicole Melichar-Martinez |
| Kevin Krawietz           |

| Bianca Andreescu |
| Michael Venus    |

| Bianca Andreescu |
| Michael Venus    |

| Bianca Andreescu |
| Michael Venus    |

| Bethanie Mattek-Sands |
| Mate Pavić            |

| Bethanie Mattek-Sands |
| Mate Pavić            |

| Demi Schuurs      |
| Jean-Julien Rojer |

| Bianca Andreescu |
| Michael Venus    |

| Ljudmyla Kitjenok |
| Matthew Ebden     |

| Gabriela Dabrowski |
| Nathaniel Lammons  |

| Ena Shibahara   |
| Jackson Withrow |

| Ljudmyla Kitjenok |
| Matthew Ebden     |

| Estelle Cascino |
| Dan Added       |

| Asia Muhammad   |
| Lloyd Glasspool |

| Asia Muhammad   |
| Lloyd Glasspool |

| Asia Muhammad   |
| Lloyd Glasspool |

| Gabriela Dabrowski |
| Nathaniel Lammons  |

| Gabriela Dabrowski |
| Nathaniel Lammons  |

| Chloé Paquet  |
| Lucas Pouille |

| Gabriela Dabrowski |
| Nathaniel Lammons  |

| Taylor Townsend |
| Jamie Murray    |

| Taylor Townsend |
| Jamie Murray    |

| Desirae Krawczyk |
| Joe Salisbury    |